# Ternant (Côte-d’Or)
 Ternant [tɛʁnɑ̃] ist eine französische Gemeinde mit 82 Einwohnern (Stand 1. Januar 2022) im Département Côte-d’Or in der Region Bourgogne-Franche-Comté; sie gehört zum Arrondissement Beaune und zum Kanton Longvic.
Nachbargemeinden von Ternant sind Gergueil und Semezanges im Norden,  Chambœuf im Nordosten, Reulle-Vergy und L’Étang-Vergy im Osten, Bévy im Süden, Détain-et-Bruant im Südwesten und Saint-Jean-de-Bœuf im Westen.

## Bevölkerungsentwicklung
| Jahr                       | 1962 | 1968 | 1975 | 1982 | 1990 | 1999 | 2009 | 2016 |
| Einwohner                  | 58   | 64   | 55   | 69   | 73   | 72   | 110  | 87   |
| Quellen: Cassini und INSEE |      |      |      |      |      |      |      |      |

## Sehenswürdigkeiten
- Westlich des Ortes liegen die Dolmen du Bois-de-Monfarbeau.